# 鳴谷停留場
鳴谷停留場（日语：／ Narutani teiryūjō */?），是位於高知縣吾川郡伊野町站前町，土佐電交通伊野線的電車站。

## 歷史
此電車站在1907年（明治40年），伊野線枝川停留場至伊野停留場之間開通時啟用。在啟用當時電車站名為「成谷」，於1955年（昭和30年）改名為「鳴谷」。
- 1907年（明治40年）11月7日 - 成谷停留場啟用[1][2]。
- 1955年（昭和30年）6月11日 - 電車站改名為鳴谷停留場[2]。
- 2007年（平成19年）11月9日 - 伊野方向設置月台。
- 2014年（平成26年）10月1日 - 土佐電氣鐵道、高知縣交通（日语：高知県交通）和土佐電Dream Service（日语：土佐電ドリームサービス）合併，土佐電交通成立[3]。成為土佐電交通的電車站。

## 電車站構造
電車站是建造在專用路軌上，設有2面1線的相對式月台上。路軌北邊為播磨屋橋方向月台，南邊為伊野方向月台，播磨屋橋方向月台設有上蓋。
曾經伊野方向乘車處沒有月台，當時位於道路上，在2007年11月遷移乘車處同時設置月台。

## 電車站周邊
電車站南邊設有並行的國道33號。北邊設有行人路，沿路設有建築物。
在電車站相同位置設有「東站前町」巴士站。
- 仁淀醫院（日语：仁淀病院）
- 伊野健康中心

## 相鄰電車站
土佐電交通
伊野線
北山－鳴谷－伊野站前

## 注腳
1. 1 2  《土佐電鉄が走る街 今昔》99・156-158頁
2. 1 2 3  今尾惠介（監修）. . 11 中国四国. 新潮社. 2009: 60. ISBN 978-4-10-790029-6 （日语）.
3. ↑  上野宏人. . 毎日新聞 (毎日新聞社). 2014-10-02 （日语）.
4. 1 2  川島令三. . 【図説】 日本の鉄道. 第2巻 四国西部エリア. 講談社. 2013: 45・94頁. ISBN 978-4-06-295161-6 （日语）.
5. 1 2  川島令三.  四国篇. 草思社. 2007: 288-289. ISBN 978-4-7942-1615-1 （日语）.
6. 1 2  《土佐電鉄が走る街 今昔》50-51頁
7. ↑  . 高知新聞社. 1998: 92. ISBN 4-87503-268-4 （日语）.